# Federação de Montanhismo e Escalada do Estado do Ceará
A Federação de Montanhismo e Escalada do Estado do Ceará (FEMECE) é o órgão máximo da organização e regulamentação do montanhismo no Ceará e é filiada à Confederação Brasileira de Montanhismo e Escalada.
A FEMECE foi fundada no dia 25 de junho de 2008 tendo como primeiro presidente Francisco Geraldino de Oliveira.